# Reggenza di Minahasa Settentrionale
La reggenza di Minahasa Settentrionale (in indonesiano: Kabupaten Minahasa Utara) è una reggenza dell'Indonesia, situata nella provincia di Sulawesi Settentrionale.